# Crédito social
O Crédito social é uma filosofia distributiva interdisciplinar desenvolvida por C. H. Douglas (1879-1952), um engenheiro britânico que publicou um livro com esse nome em 1924. Ele engloba economia, ciência política, história e contabilidade. Suas políticas são projetadas, de acordo com Douglas, para dispersar o poder econômico e político para os indivíduos. Douglas escreveu: "Os sistemas foram feitos para os homens, e não os homens para os sistemas, e o interesse do homem que é o autodesenvolvimento, está acima de todos os sistemas, seja teológico, político ou econômico". Douglas disse que os credores sociais querem construir uma nova civilização baseada na "segurança econômica absoluta" para o indivíduo, onde "eles se assentarão a todo homem debaixo de sua videira e debaixo de sua figueira; e ninguém os fará temer." Em suas palavras, " o que realmente exigimos da existência não é que seremos colocados na utopia de outra pessoa, mas seremos colocados em condições de construir uma utopia própria."
Foi durante a reorganização do trabalho em Farnborough, durante a Primeira Guerra Mundial, que Douglas percebeu que os custos totais semanais dos bens produzidos eram maiores do que as somas pagas aos indivíduos por salários e dividendos. Isso pareceu contradizer a teoria da economia clássica ricardiana de que todos os custos são distribuídos simultaneamente como poder de compra. Incomodado pela aparente diferença entre o modo como o dinheiro fluía e os objetivos da indústria ("entrega de bens e serviços", em sua opinião), Douglas decidiu aplicar métodos de engenharia ao sistema econômico.
Douglas coletou dados de mais de cem grandes empresas britânicas e constatou que, em quase todos os casos, com exceção de empresas que faliram, as somas pagas em salários, salários e dividendos sempre foram menores do que os custos totais de bens e serviços produzidos a cada semana. : os consumidores não tinham renda suficiente para recomprar o que haviam feito. Ele publicou suas observações e conclusões em um artigo da revista The English Review, onde sugeriu: "Estamos vivendo sob um sistema de contabilidade que torna a entrega dos bens e serviços da nação uma impossibilidade técnica". Mais tarde, ele formalizou essa observação em seu teorema A + B. Douglas propôs eliminar essa diferença entre os preços totais e os rendimentos totais, aumentando o poder de compra dos consumidores por meio de um Mecanismo Nacional de Dividendos e de Preços Compensados.
Segundo Douglas, o verdadeiro propósito da produção é o consumo, e a produção deve servir aos interesses genuínos e livremente expressos dos consumidores. Para alcançar este objetivo, ele acreditava que cada cidadão deveria ter uma herança benéfica, não direta, no capital comunal conferida pelo acesso completo aos bens de consumo assegurados pelo Dividendo Nacional e Preço Compensado.:4;108  Douglas pensou que os consumidores, plenamente dotados de um poder de compra adequado, estabelecerão a política de produção através do exercício de seu voto monetário.:89-91 Nessa visão, o termo democracia econômica não significa controle operário da indústria, mas controle democrático do crédito.:4-9  Removendo a política de produção das instituições bancárias, do governo e da indústria, o crédito social prevê uma "aristocracia de produtores, servindo e credenciada por uma democracia de consumidores".:95
As propostas políticas de crédito social atraíram grande interesse nas décadas entre as guerras mundiais do século XX por causa de sua relevância para as condições econômicas da época. Douglas chamou a atenção para o excesso de capacidade de produção em relação ao poder de compra do consumidor, uma observação que também foi feita por John Maynard Keynes em seu livro The General Theory ofEmployment, Interest and Money. Enquanto Douglas compartilhava algumas das críticas de Keynes à economia clássica, seus remédios únicos foram contestados e até rejeitados pela maioria dos economistas e banqueiros da época. Remanescentes de crédito social ainda existem dentro de partidos de crédito social em todo o mundo, mas não na forma mais pura originalmente proposta por Douglas.